# Süleyman Atlı
Süleyman Atlı (Fethiye, 27 luglio 1994) è un lottatore turco, specializzato nella lotta libera.

## Biografia
Dal 2010 è stato allenato da Yüksel Şanlı. Ha gareggiato nella categoria dei 57 kg.
Ha rappresentato la Turchia ai Giochi olimpici estivi di Rio de Janeiro 2016, in cui è stato eliminato dal rumeno Ivan Guidea ai sedicesimi del torneo dei 57 kg, disputato all'Arena Carioca 2.
Agli europei di Novi Sad 2017 ha ottenuto la sua prima medaglia continentale, vincendo il bronzo. L'anno successivo, ai mondiali di Budapest 2018 ha vinto la medaglia di bronzo.
Agli europei di Bucarest 2019 ha ottenuto il suo primo titolo continentale, battendo in finale il russo Muslim Sadulaev. Ha fatto parte della spedizione turca ai Giochi europei di Minsk 2019 in cui è riuscito a vincere il bronzo. Ai mondiali di Nur-Sultan 2019 si è laureato vicecampione, perdendo in finale con il russo Zaur Uguev.
Agli europei di Roma 2020 ha perso la finale con il russo Azamat Tuskaev, guadando l'argento. 
Agli europei di Varsavia 2021 ha ottenuto il suo secondo titolo continentale, superando il russo Načyn Monguš. Alla sua seconda partecipazione olimpica con la Turchia a Tokyo 2020, è stato eliminato dall'iraniano Reza Atri agli ottavi del torneo dei 57 kg, disputato al Makuhari Messe. Ai mondiali di Oslo 2021 si è classificato al 5º posto, perdendo la finale per il bronzo contro il bielorusso Aryjan Cjutryn, dopo essere sto eliminato dal tabellone principale in semifinale dall'iraniano Alireza Sarlak; nei turni precedenti aveva battuto l'indiano Pankaj Malik agli ottavi e il giapponese Toshiya Abe ai quarti.
Agli europei di Budapest 2022 ha ottenuto l'argento, perdendo in finale contro l'armeno Arsen Harutyunyan.

## Palmarès
- Mondiali

Budapest 2018: bronzo nei 57 kg.
Nur-Sultan 2019: argento nei 57 kg.
- Europei

Novi Sad 2017: bronzo nei 57 kg.
Bucarest 2019: oro nei 57 kg.
Roma 2020: argento nei 57 kg.
Varsavia 2021: oro nei 57 kg.
Budapest 2022: argento nei 57 kg.
- Giochi europei

Minsk 2019: bronzo nei 57 kg.